# Wynne Neilly
Wynne Neilly (nacido en 1990) es un artista y fotógrafo canadiense radicado en Toronto, centrado en fotografiar a personas queer y transgénero.

## Vida
Neilly asistió al programa de Artes de la Imagen en la Universidad Ryerson, graduándose en 2012. Comenzó a crear obras de retratos a principios de la década de 2010. Tiene su sede en Toronto.
Neilly es queer y transmasculino. En 2018, describió su masculinidad como "realmente basada solo en mi apariencia física", afirmando que "hay mucho más en mí y en mi identidad de género".

## Trabajo
El trabajo de Neilly se centra en gran medida en explorar el género y la sexualidad, y específicamente "el cuerpo queer y trans".
En 2014, cuando tenía 24 años, una foto tomada por él apareció en la portada de Original Plumbing. La foto era parte de una serie más grande titulada Female to "Male", centrada en la transición de género y específicamente en la propia transición de Neilly.
En 2015, Neilly fue el ganador del concurso de fotografía "Flash Forward" organizado por la Fundación Magenta.
Elliot Page solicitó que Neilly fuera quien lo fotografiara para la portada de Time en 2021 después de la transición de su transición, porque quería un fotógrafo que también fuera transgénero. Cuando Neilly recibió un correo electrónico de un editor de fotografías de Time, inicialmente pensó que era falso, ya que creía que la pandemia de COVID-19 había acabado con su carrera. Fotografió a Page el 5 de marzo de 2021, para la edición del 29 de marzo al 5 de abril de Time; fue la primera vez que un hombre transgénero apareció en la portada de la revista. Más tarde le dijo a la publicación de la Universidad Ryerson que "realmente significó mucho para mí poder ayudar a [Page] a contar su historia".
Neilly ha citado a Catherine Opie como su "inspiración fotográfica número uno", junto con otras inspiraciones como Cassils, Michelle Groskopf y Robert Mapplethorpe.

## Exposiciones
El trabajo de Neilly se ha exhibido en el Centro Internacional de Fotografía, el Espacio Annenberg para la Fotografía, el Museo de Arte del Sur de Noruega y el Centro de Imágenes Ryerson.